# Henri Niesz
Henri Niesz (* 30. Oktober 1886 in Genf; † 11. Februar 1957 in Ennetbaden) war ein Schweizer Elektroingenieur und Direktor.

## Leben und Werk
Niesz absolvierte eine Ausbildung zum Elektroingenieur an der Technischen Hochschule München und war anschliessend bei der Projektierung und Bauleitung von hydraulischen und thermischen Zentralen sowie von Kraftleitungen in Bayern und Österreich tätig.
Niesz befasste sich namentlich mit energiewirtschaftlichen Problemen und trat 1916 in die in Baden ansässige «Motor AG» ein, der späteren Motor-Columbus AG, um das in Entwicklung begriffene Energiegeschäft zu betreuen. Ab 1927 war Niesz Geschäftsleitungsmitglied, ab 1930 Direktor und ab 1951 Direktionspräsident. 1954 trat Niesz zurück und wurde zum Vizepräsidenten des Verwaltungsrates ernannt.
Niesz verfasste zahlreiche Publikationen und war in verschiedenen Verwaltungsräten, Vorständen und Kommissionen tätig. So war er u. a. Mitglied des Vorstandes des «Verbands Schweizerischer Elektrizitätswerke», der «Eidgenössischen Wasserwirtschaftskommission» und des «Schweizerischen Nationalkomitees der Weltkraftkonferenz» sowie Mitglied der «Organisation Européenne de Coopération Économique» (OECE) und der «Union Internationale des Producteurs et Distributeurs d’Énergie Électrique» (UNIPEDE).
Während des Zweiten Weltkriegs war Niesz von 1941 bis 1946 Sonderbeauftragter des Bundesrates für die Elektrizitätswirtschaft. Für seine Verdienste um die Entwicklung der Elektrizitätsversorgung sowie seine Tätigkeit zur Sicherstellung der Landesversorgung mit elektrischer Energie verlieh ihm die ETH Zürich 1950 den Ehrendoktor der technischen Wissenschaften honaris causa.
Niesz gründete 1943 das private Schweizerische Komitee für die wirtschaftliche Beteiligung am europäischen Wiederaufbau, das sogenannte «Komitee Niesz», und war Mitglied des Stiftungsrates für die Kantonsschule Baden.
Er war mit Frieda, geb. Huber, verheiratet und war Vater zweier Töchter und eines Sohnes. Eine der beiden Töchter, Anita Niesz, machte sich als Fotografin einen Namen.